# Verbandsgemeinde Bad Münster am Stein-Ebernburg

Lage der Verbandsgemeinde im Landkreis Bad Kreuznach

Die Verbandsgemeinde Bad Münster am Stein-Ebernburg war eine Gebietskörperschaft im Landkreis Bad Kreuznach in Rheinland-Pfalz. Der Verbandsgemeinde gehörten neun eigenständige Ortsgemeinden an, der Verwaltungssitz war in dem gleichnamigen Stadtteil der Stadt Bad Kreuznach.
Im Zusammenhang mit der im Jahr 2010 begonnenen rheinland-pfälzischen Kommunal- und Verwaltungsreform schied die Stadt Bad Münster am Stein-Ebernburg am 1. Juli 2014 aus dem Verwaltungsbereich der Verbandsgemeinde aus und wurde in die benachbarte Stadt Bad Kreuznach eingemeindet.
Am 1. Januar 2017 wurde die Verbandsgemeinde endgültig aufgelöst: Duchroth, Niederhausen, Norheim, Oberhausen an der Nahe und Traisen wechselten in die Verbandsgemeinde Rüdesheim, während Altenbamberg, Feilbingert, Hallgarten und Hochstätten in die Verbandsgemeinde Bad Kreuznach eingegliedert wurden.

## Verbandsangehörige Gemeinden
| Ortsgemeinde                                    | Fläche (km²) | Einwohner |
| ----------------------------------------------- | ------------ | --------- |
| Altenbamberg                                    | 7,53         | 731       |
| Duchroth                                        | 9,68         | 540       |
| Feilbingert                                     | 10,05        | 1.582     |
| Hallgarten                                      | 2,54         | 788       |
| Hochstätten                                     | 5,49         | 613       |
| Niederhausen                                    | 5,31         | 545       |
| Norheim                                         | 3,15         | 1.531     |
| Oberhausen an der Nahe                          | 3,31         | 374       |
| Traisen                                         | 2,86         | 557       |
| Verbandsgemeinde Bad Münster am Stein-Ebernburg | 49,93        | 7.261     |

(Einwohner am 31. Dezember 2015)

## Bevölkerungsentwicklung
Die Entwicklung der Einwohnerzahl bezogen auf das Gebiet der Verbandsgemeinde Bad Münster am Stein-Ebernburg zum Zeitpunkt ihrer Auflösung; die Werte von 1871 bis 1987 beruhen auf Volkszählungen:
| Jahr | Einwohner |
| 1815 | 3.515     |
| 1835 | 4.976     |
| 1871 | 5.368     |
| 1905 | 5.816     |
| 1939 | 5.707     |
| 1950 | 6.269     |

| Jahr | Einwohner |
| 1961 | 6.372     |
| 1970 | 7.095     |
| 1987 | 7.252     |
| 1997 | 7.547     |
| 2005 | 7.540     |
| 2015 | 7.261     |

## Politik

### Verbandsgemeinderat
Der letzte Verbandsgemeinderat Bad Münster am Stein-Ebernburg bestand aus 22 ehrenamtlichen Ratsmitgliedern, die bei der Kommunalwahl am 25. Mai 2014 in einer personalisierten Verhältniswahl gewählt wurden, und dem hauptamtlichen Bürgermeister als Vorsitzendem. Bis 2014 gehörten dem Verbandsgemeinderat 28 Ratsmitglieder an.
Die Sitzverteilung im Verbandsgemeinderat:
| Wahl | SPD | CDU | FDP | FL | Gesamt   |
| ---- | --- | --- | --- | -- | -------- |
| 2014 | 6   | 7   | 2   | 7  | 22 Sitze |
| 2009 | 10  | 13  | 5   | –  | 28 Sitze |
| 2004 | 12  | 12  | 4   | –  | 28 Sitze |

- FL = Freie Liste VG Bad Münster am Stein-Ebernburg

### Bürgermeister
Ludwig Wilhelm (CDU) war vom 1. Februar 2008 bis zum Ende seiner Amtszeit am 31. Januar 2016 Bürgermeister.
Bis zur Auflösung der Verbandsgemeinde am 1. Januar 2017 war ein Beauftragter durch den Landrat bestellt worden. Der Beauftragte war der Bürgermeister der Verbandsgemeinde Rüdesheim, Markus Lüttger.